# Comuna Demivșciîna, Kaharlîk
Demivșciîna (în ucraineană Демівщина) este o comună în raionul Kaharlîk, regiunea Kiev, Ucraina, formată din satele Demivșciîna (reședința) și Orihove.

## Demografie
Componența lingvistică a comunei Demivșciîna
     Ucraineană (98,56%)
     Alte limbi (0,9%)
Conform recensământului din 2001, majoritatea populației comunei Demivșciîna era vorbitoare de ucraineană (98,56%), existând în minoritate și vorbitori de alte limbi.